# Bruit de gradient

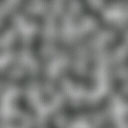
Capture d'écran du bruit de Perlin en deux dimension.

Le bruit de gradient est un type de bruit couramment utilisé comme primitive de texture procédurale en infographie. Il est néanmoins conceptuellement différent, et souvent confondu avec le bruit de valeur. Cette méthode consiste à créer un réseau de gradients aléatoires (plus exactement pseudo-aléatoires), dont les produits scalaires sont ensuite interpolés pour obtenir des valeurs entre les réseaux. Certaines implémentations de ce bruit ont pour conséquence de renvoyer une valeur de 0 sur les points du réseau. Contrairement au bruit de valeur, le bruit de gradient a plus d'énergie dans les hautes fréquences. 
La première implémentation connue d'une fonction de bruit de gradient était le bruit de Perlin, attribuée à Ken Perlin, qui en avait publié la description en 1985  Les développements ultérieurs ont été le bruit simplex et le bruit OpenSimplex . 